# Mitacq
Michel Tacq dit Mitacq, né le 10 juin 1927 à Uccle (province de Brabant) et mort le 22 mai 1994 à Loverval (province de Hainaut) en Belgique, est un auteur de bande dessinée belge, dont les héros les plus connus sont les scouts composant La Patrouille des Castors, Stany Derval et Jacques Le Gall.

## Biographie

### Enfance
Michel Tacq, second d'une famille de quatre enfants, naît à Uccle, commune de Bruxelles, le 10 juin 1927, d'une mère, Georgette Burton, de Farciennes qui manie déjà le pinceau et se consacre aux arts appliqués, et d'un père fondeur, Télèsphore (Joseph) Tacq originaire du village de Boignée. Petit garçon, il crayonne sur les marges de ses cahiers. Comme de nombreux enfants, certains futurs dessinateurs, il lit Les Aventures de Tintin et Milou dessinées par Hergé. Plutôt que de jouer avec ses camarades, Michel préfère dessiner en s'isolant dans une cabane qu'il a construite dans les arbres du jardin de sa grand-mère maternelle, près de Charleroi, où la famille passe ses vacances. Ce lieu a beaucoup d'importance pour la famille car il représente la stabilité dans une période marquée par de nombreux déménagements. Ses condisciples, par ailleurs, écoutent Michel raconter des histoires sur le chemin de l'école de l'Institut Sainte-Marie de Schaerbeek.

### Formation et débuts
Après le déclenchement de la Seconde Guerre mondiale, toute la famille part vivre en France, en avril 1940, au Bourget, où son père a été engagé dans une fonderie d'alliages légers travaillant principalement pour l'aviation. Lors de l'exode, il se retrouve à Saint-Étienne, puis la famille retourne au Bourget et il étudie à Aulnay-sous-Bois. En 1942, les enfants et leur mère, fuyant les bombardements, rentrent à Farciennes, en Belgique. Leur père ne les rejoindra à Bruxelles qu'en 1947 après avoir renoncé à son emploi chez Duralumin. Michel se met, alors, à suivre des cours techniques de dessin industriel aux « Aumôniers du Travail », à Charleroi. Il est âgé de 16 ans. Pendant cette adolescence mouvementée, il dessine quelques planches pour le patronage de Farciennes où la famille s'est réfugiée. Là, se trouve un grand verger où les jeunes gens se réunissent clandestinement après le couvre-feu, les Allemands interdisant les activités des mouvements de jeunesse. À d'autres moments, ceux-ci ramassaient les blessés dans les maisons détruites par les obus.
La première histoire, Les Voyages de Tam-Tam, inspirée par Les Aventures de Tintin et Milou qui paraissait dans Le Petit Vingtième, est tirée à 20 000 exemplaires grâce à un éditeur local. Elle est signée du pseudonyme Mitak. Michel a dix-sept ans. La Seconde Guerre mondiale s'achève. À la libération, il devient étudiant à l'Académie des Beaux-Arts de Saint-Luc à Bruxelles qu'il doit rapidement quitter pour travailler avec son père et ses deux frères dans l'entreprise familiale de peinture et décoration de bâtiment, métier qu'il a en horreur...
Parallèlement à ce travail, Michel illustre pour les éditions scoutes Plein Jeu et Piste. C'est dans ce cadre qu'il dessine pour la première fois une bande de scouts au complet. En vue de se perfectionner, il passe trois semaines dans l'atelier de Pierre Joubert, dessinateur attitré des Scouts de France. C'est le fils de ce dernier qui lui inspire le physique du personnage de Mouche, le premier scout de la patrouille qu'il imagine. Il réalise un premier essai de bande dessinée avec Mouche seul. Il abandonne rapidement le projet, trouvant que le thème offrait peu de possibilités.
Avant la Seconde Guerre mondiale, Michel Tacq avait été louveteau et devient scout-routier de 1944 à 1949 ; puis, chef - louveteaux (Baloo) à la troupe Saint-Alène — 38e unité de Forest, de la Fédération des scouts catholiques —, à Bruxelles. Il se voit totémisé Toucan, bénévole.
Inspiré par le scoutisme, Michel Tacq propose déjà le personnage de La Patrouille des Castors chez Dupuis, en 1948, qui est, dans un premier temps, refusé par l'éditeur. Il illustre malgré tout une brochure pour les campeurs dans cette même maison d'édition.

### Comme professionnel

#### Les débuts
Sa première publication dans le journal Spirou a lieu dans le numéro 549 du 14 octobre 1948 sous le pseudonyme de « Mitak », il s'agit d'une nouvelle intitulée Les Trois Chances. Il opte l'année suivante pour le pseudonyme de « Mitacq ». Par la suite, il fera à plusieurs reprises des illustrations pour Spirou. À côté de cette collaboration, il scénarise une histoire publiée dans l'Hebdomadaire des grands récits et dessinée par M. Mimme, intitulée Louis Bellejoie, ainsi que plusieurs histoires scoutes dans les journaux Plein-Jeu et Carrefour.
Il entre à la World Press en 1951, une agence dirigée par Georges Troisfontaines qui fournit de nombreuses histoires et rubriques au journal Spirou. Il va alors dessiner, jusqu'en 1954, une vingtaine d'histoires de la série Les Belles Histoires de l'oncle Paul, avec les conseils d'Eddy Paape et des scénarios d'Octave Joly, ainsi que des planches éducatives de la rubrique Le Coin des petits curieux dans le journal Spirou. Parallèlement, il fait des illustrations pour La Libre junior et illustre seul le no 3 de Marabout-Junior pour son ami scout Jean-Jacques Schellens. Il fait également de brèves apparitions dans Tintin en illustrant une nouvelle et deux contes écrits par Jean-Pierre Norton et Yves Duval de 1950 à 1953.

#### La Patrouille des Castors
Michel se bat au sein de la World Press pour pouvoir dessiner une série sur les scouts. Jean-Jacques Schellens lui écrit un scénario regroupant une quarantaine de brèves séquences où la patrouille, rassemblant quatre scouts, part dans différentes explorations. Une première demi-planche d'essai est envoyée à la World Press. Après une année d'attente, la série est acceptée. En 1953, Charles Dupuis accepte, enfin, lui aussi ses personnages. Dès lors, en 1954, Michel, tout en travaillant dans l'entreprise familiale de peinture en bâtiment la journée, décidé à devenir illustrateur de bandes dessinées, sa passion de toujours, suit les cours du soir de dessin et peinture au chevalet à l'Académie de Saint-Gilles à Bruxelles. C'est là qu'il découvre Joseph Gillain (alias Jijé) et Sirius.
Le 25 novembre 1954 débute dans les pages du journal Spirou no 867, la première aventure de La Patrouille des Castors, Le Mystère de Grosbois, un récit scénarisé par Jean-Michel Charlier. Jean-Jacques Schellens avait été écarté du projet par Georges Troisfontaines, patron de la World Press, qui souhaite s'appuyer sur un scénariste connu plutôt que sur un débutant. Remodelés par Jean-Michel Charlier, les personnages deviennent une patrouille de six composée de : Poulain (chef de patrouille), Tapir (le faire-valoir et personnage préféré de Mitacq), Mouche (le benjamin, inventé par Mitacq à la fin des années quarante), Chat (second de patrouille), Faucon (l'intellectuel) et Lapin. Un tel groupe de personnages étant difficile à manier — tant au niveau du dessin que du scénario — dans des cases, Michel Tacq décide, au troisième épisode, de limiter le nombre de scouts à cinq et abandonne Lapin, le moins typé. Le succès est immédiat dans le Spirou et la première aventure des Castors, paraît en album en 1955 (1957 pour la France), signé M. Tacq puis Mitacq.
Dans le second épisode de La Patrouille des Castors, Le disparu de Ker-Aven, paru dès le no 902 du 28 juillet 1955, Mitacq n'hésite pas à multiplier les essais graphiques pour se démarquer de l'influence de Pierre Joubert. De plus, la consigne a été donnée par la direction de Dupuis que les histoires se situent désormais en France, les lecteurs français étant devenus abonnés majoritaires au journal. C'est pourquoi cet épisode se déroule en Bretagne. Le dessin est encore un peu confus et hésite entre le réalisme et la caricature.
C'est dans la troisième histoire des Castors, L'Inconnu de la Villa Mystère, que Michel trouvera définitivement son style en s'éloignant de l'influence graphique de Pierre Joubert. Mitacq ne se limite pas à dessiner les Castors, il suggère des idées de scénarios, des ambiances et rassemble des documents sur les sujets traités. C'est notamment lui qui a l'idée de se servir du héros de Rudyard Kipling, l'enfant sauvage Mowgli pour le quatrième épisode, Sur la piste de Mowgli.
Du 1er au 12 août 1957, Mitacq est invité au jamboree de Sutton Coldfield, en Angleterre. Il y rencontre des scouts du monde entier, y compris des pays de l'Est, en pleine guerre froide. À la suite de ce voyage, Michel demande à Charlier d'envoyer les Castors derrière le rideau de fer dans le cinquième épisode, La Bouteille à la mer. Un pays imaginaire, l'Esturie, est créé pour l'occasion, mélange entre un pays de l'Est et la Belgique, pour contourner la censure française qui empêchait de publier des bandes dessinées évoquant l'actualité. Il collabore aussi avec le journal Risque-Tout, appartenant aussi aux Editions Dupuis, où il fournit trois mini-récits de quatre planches de La Patrouille des Castors. Pour maintenir son rythme de publication, il fait appel, dans l'épisode no 6, Le Trophée de Rochecombe, à un vieil ami, Eddy Paape, qu'il connaît depuis son arrivée à la World Press. Ce dernier réalise l'encrage et les décors des planches 4 à 11. Cette collaboration prend fin rapidement, Paape étant trop occupé avec ses propres séries. Autre rencontre au Jamboree, celle de scouts africains : Michel en profite pour faire des croquis de leur uniforme qu'il réutilise pour l'épisode suivant, le septième, Le Secret des Monts Tabou. Pour la première fois, dans cette histoire, Mitacq utilise, à partir de la planche 39, un stylo à encre de Chine pour les décors, délaissant le pinceau qu'il utilisait auparavant depuis le début de sa carrière.
Frappé par la tragédie de Tignes en France, où, en 1952, des habitants avaient été expulsés par des CRS pour la construction d'un barrage à l'emplacement de leur village, Mitacq reprend cette idée pour le huitième album : Le Hameau englouti, ce qui lui permet de parler d'un sujet lié à son histoire familiale et qui lui tient à cœur : le déracinement obligatoire.
À partir de 1965, les cinq scouts de la Patrouille des Castors changent progressivement d'uniforme et deviennent clairement scouts-pionniers dans l'épisode de L'Autobus hanté, en 1967.
En 1972, dans Le Pays de la mort, le local des Castors, patrouille indépendante (= sans Troupe) n'est plus citadin mais situé à la campagne.
Enfin, en 1980, avec les Prisonniers du large, les filles font leur apparition, devenant des héroïnes à part entière.

#### ChezPilote
Sa collaboration avec Jean-Michel Charlier se poursuit aussi dans le journal Pilote où il dessine les aventures de Jacques Le Gall, dès le premier numéro du 29 octobre 1959, avec la technique du lavis, pour certains épisodes, dans laquelle Mitacq excelle. Cet aventurier est un grand adolescent roux à qui il arrive diverses histoires rocambolesques ou fantastiques. Malgré de bonnes critiques, cette série s'arrête au bout de six épisodes pour cause de bataille éditoriale.

#### Un professionnel accompli
À cette époque, Mitacq voyage dans toute l'Europe occidentale : France, Angleterre, Écosse, Espagne, Portugal, Pays-Bas, Allemagne, Grand-Duché de Luxembourg, Italie, Danemark…, souvent à moto.
Sa bande dessinée d'aventure reflète son désir de démocratie, de solidarité et de justice et, plus tard, sa volonté de défendre l'environnement.
La censure, encore bien active à cette époque, exerce son contrôle sur certains textes ou dessins concernant les armes à feu, les femmes, la critique de certaines dictatures… obligeant Mitacq à masquer ses idées.
Mitacq se rendait régulièrement dans des musées pour se documenter : Musée d'histoire naturelle à Bruxelles, Musée de l'Afrique à Tervueren… ou se plaçait dans des situations réelles : championnat de motocross, terrains d'aviation, alpinisme, spéléologie…
Un carnet avec des croquis de personnes dont la tête l'inspirait ou de paysages rencontrés, des maquettes d'avions, de motos, de 2CV… complétaient une documentation (articles, images, photos) imposante.
Il aimait dédicacer les albums lors des festivals et des foires pour rencontrer ses « petits lecteurs » et recevoir leur courrier venu des cinq continents.
Dès 1960, Mitacq n'hésite pas à s'auto-parodier en lançant une courte série humoristique La Patrouille des Zom qui paraitra le temps de trois courts mini-récits sur scénario d'Yvan Delporte, rédacteur en chef du journal Spirou. Le premier récit est réalisé en un jour et une nuit. Mitacq ayant été prévenu à la dernière minute il mit sa famille à contribution, ainsi son frère, Adolphe, se chargea du lettrage et sa sœur, Marie-Paule, des indications de couleurs.
En 1964, à la demande de l'éditeur picard belge Casterman, Michel prend le temps d'illustrer un livre pour enfants : Bernard aux champs, avec le scénariste Gilbert Delahaye (les albums de Martine) dans la collection Farandole, qu'il signe M.Tacq.
En 1968, à la suite du retard pris par son scénariste pour La Patrouille des Castors, il crée sur des scénarios de Jacques Stoquart, André Beckers, Maurice Tillieux et André-Paul Duchâteau, la série Stany Derval, un journaliste-reporter, entouré de jolies femmes (que Michel aime spécialement dessiner) et passionné de motos, de spéléologie et d'alpinisme, comme lui. Cette série, publiée pour la première fois dans le journal Spirou no 1561 du 14 mars 1968, sera publiée épisodiquement jusqu'en 1979 avec près de trois cents planches.
En 1983, il forme de jeunes dessinateurs en République centrafricaine et d'autres au Ruanda, en 1986.
Dès 1987, il collabore avec Wasterlain dont il appréciait la finesse et la pertinence comme scénariste.
Parallèlement, il dessine dans le Trèfle d’Aventure, le magazine des Guides catholiques de Belgique pour lequel sa femme, Simonne, a été, un temps, rédactrice en chef. Il illustrera également quelques livres de la collection « Signes de Piste ».
MiTacq, dessinateur réaliste, aime le dessin de Gillain, Giraud, Hermann et celui des Espagnols Victor de la Fuente, Giménez, Maroto, Jesus Blasco. Dans son évolution artistique, son dessin reflète, au-delà du trait, une "ambiance".
Il admire Franquin, qui fera pour lui quelques croquis d'avion, et ses amis illustrateurs René Follet et René Hausman.
Farouchement indépendant, Mitacq est toutefois associé à l'école dite de Marcinelle, qui a comme chef de file Jijé. Il représente, selon Éric Verhoest, l’école réaliste de Spirou (voir la « Maison de la bande dessinée » à Bruxelles). Il poursuit tout au long de sa carrière l'art de la couverture peinte.

### Vie privée
En 1960, Michel épouse Simonne Erpicum à Bruxelles. Dès 1965, Mitacq et son épouse ainsi que leurs six enfants s'installent à Waterloo, au sud de la capitale belge jusqu'à sa mort.
De temps en temps, il travaille avec son ami René Follet, dans l'atelier de ce dernier. À l'occasion, René lui fera des crayonnés. Michel respectera toujours le "coup de crayon" de son ami lors de l'encrage.
De tempérament solitaire et peu bavard, Michel s'exprime avec acharnement par le dessin ; mais, soucieux du monde, il écoute la radio en travaillant et se documente. Il s'intéressait au tiers-mondisme à travers les lectures et conférences de René Dumont, par exemple. En 1980, Mitacq s'engage même politiquement au sein d'une commission tiers-monde à Waterloo, mais il la délaissera rapidement, déclarant que ce n'était « pas son truc ».
Idéaliste et généreux, il met souvent son talent au service d'associations et de causes humanistes. Sensibilisé à l'écologie très tôt, Mitacq recyclait le papier depuis les années 1970 .
Finalement, il découvre l' Europe de l'Est , en 1992, après la chute du mur de Berlin, lors d'un voyage familial à Prague.
Michel, racontant des histoires à ses enfants le soir, les rassurait avec un personnage de son invention, le petit nain Ricky, dont la maxime était : « Je n'ai pas besoin de te voir pour t'aimer ».
Mitacq meurt le 22 mai 1994 à Loverval, à l'âge de 66 ans. Simonne, son épouse, un an plus tard, à 59 ans.

## Influences
Les ruines de la première histoire Le Mystère de Grosbois s'inspirent des abbayes cisterciennes d'Orval (Gaume) et de Villers-la-Ville (Brabant wallon), en Belgique. Le bréviaire dessiné dans cette première histoire est un authentique livre de prière du XVIIe siècle.
Le décor de L'Inconnu de la Villa Mystère est repris d'une villa située dans le parc Parmentier à Woluwe-Saint-Pierre, en région bruxelloise.
Sur la piste de Mowgli se réfère à l'histoire du livre de la jungle de Rudyard Kipling, utilisé dans le mouvement scout.
La Bouteille à la mer évoque les Pays de l'Est (Gdynz renvoie à Gdansk, en Pologne).
La dernière case de l'épisode Le Trophée de Rochecombe fait référence à une salle des Musées royaux d'Art et d'Histoire de Bruxelles où Mitacq se rendait souvent.
Pour Le Secret des Monts Tabou, Mitacq se renseignera auprès de Musée royal de l'Afrique centrale à Tervuren, à côté de Bruxelles.
Le Hameau englouti est inspiré par l'événement de l'engloutissement du village de Tignes, en 1952, situé en Savoie française, dans le but de construire un barrage pour la production d'électricité par EDF.
Les Loups écarlates permettent à Mitacq de dessiner un véhicule qu'il appréciait beaucoup dans sa jeunesse : la moto. L'aventure est située dans la ville de Paris dont l'atmosphère est rendue par la Tour Eiffel ou les Catacombes, dans le décor.
Menace en Camargue est documenté par de nombreux livres et le film d'Albert Lamorisse (1953) Crin Blanc.
Dans L'Autobus hanté et Le Fantôme, les scouts de la Patrouille des Castors deviennent pionniers. Pour les remercier d'avoir sauvé la vie de son fils, un haut fonctionnaire du régime du Chah d'Iran les invite à venir visiter, dans son pays, des collections de pierres précieuses inaccessibles au public. Les Castors partent ainsi pour l'Iran en autobus aménagé.

Avec Le Pays de la mort et Les Démons de la nuit, les Castors découvrent l'Afrique. Mitacq récoltera les témoignages d'étudiants du Rwanda et du Burundi séjournant chez lui, en plus de sa documentation habituelle. Ces aventures reflètent la réalité politique d'anciennes colonies, Ouganda et Ethiopie, une fois le pays dominateur parti.
Dans Vingt milliards sous la terre et El Demonio, aventure localisée dans les Pyrénées, Mitacq retrouve une ambiance qu'il a rencontré par la spéléologie qu'il pratiquait dans sa jeunesse. Les vacances familiales sont l'occasion d'exercer son dessin dans les régions d'Europe traversées.
Pour Passeport pour le néant et Prisonniers du large, Mitacq se documente sur les voiliers au centre sportif de l'île Monsin, à Liège et fait construire une maquette. Il s'inspire sur le nageur champion olympique américain, Mark Spitz pour un personnage. Le décor terrestre du second album, moment où Charlier et Mitacq se séparent, est celui de la Sardaigne. C'est sur cette île qu'apparaissent des guides, héroïnes dans la série.
Avec Le Calvaire du mort pendu, scénarisé par Wasterlain, Les Castors vivent leur aventure dans les Ardennes belges. Cet épisode fait référence à l'actualité comme les pluies acides, les tueries du Brabant et à l'exploitation de l'Histoire (flashback au lavis) comme la bataille des Ardennes, la sépulture de Mérovingiens. Le récit accorde une place à des activités naturelles : technique des bûcherons et techniques scoutes (feu de camp, encadrement de louveteaux), à l'agilité sportive des Castors (escalade d'un donjon), à l'utilisation de matériel moderne (talkie-walkie) et à la séduction des filles. La collaboration des deux auteurs se poursuit dans Torrents sur Mesin.

## Œuvres

### Albums
Le premier album de Mitacq parait en 1944 aux éditions José Hénin, un éditeur local : Les Voyages de Tam-Tam. Broché et tiré à 20 000 exemplaires, il contient 32 pages. C'est un pastiche des Aventures de Tintin. Un deuxième album broché suit l'année suivante avec Tam-Tam fait la guerre. Deux autres albums, Bataille d'Afrique et Combats à l'Ouest… Libération ! sont prévus pour la même année, mais ne verront jamais le jour, ce qui n'empêche pas en 1946 la sortie d'un cinquième et dernier album broché Allo… étoile du matin ? aux éditions Beiaard.
L'album suivant est le premier de la série La Patrouille des Castors en 1955 et s'intitule Le Mystère de Grosbois. Il sort exclusivement en Belgique aux éditions Dupuis en format broché avec Jean-Michel Charlier au scénario. L'album sort en France deux ans plus tard en 1957. C'est aussi en 1957 que sort le deuxième album broché de la série intitulé Le Disparu de Ker-Aven, en France. Cet album contient 64 pages. L'année suivante, il sort en Belgique. À partir du troisième album, L'Inconnu de la Villa Mystère qui sort en 1958, les albums de la série sortent en même temps en France et en Belgique. Ce troisième album contient 44 pages. En 1959, sort le quatrième Sur la piste de Mowgli, et le cinquième La Bouteille à la mer. Les deux albums contiennent 46 pages chacun.
En 1960, La Patrouille des Zom, une parodie de La Patrouille des Castors avec Yvan Delporte au scénario, est offerte avec le journal Spirou no 1134 du 7 janvier 1960 sous forme de mini-récit de 46 pages. Cette même année sort Le Trophée de Rochecombe, sixième album de La Patrouille des Castors, qui contient 46 pages. Les années suivantes, les albums de La Patrouille des Castors sortent régulièrement : le septième album, Le Secret des Monts Tabou, et le huitième album, Le Hameau englouti, sortent en 1961, Le Traître sans visage , neuvième album, sort en 1962. En 1963, sort le dixième album, Le Signe indien, suivi l'année suivante, en 1964, par le onzième : Les Loups écarlates.
En 1965, sort le douzième album de la série, Menace en Camargue, Mitacq ayant engagé son frère Adolphe Tacq comme assistant. La même année sort le treizième album, La Couronne cachée. Son frère l'aide aussi pour le quatorzième album, Le Chaudron du Diable, qui sort l'année suivante, en 1966. Puis Mitacq est seul au dessin pour L'Autobus hanté, le quinzième album, qui sort en 1967. Il faut attendre deux ans avant le prochain album, Le Fantôme, qui sort en 1969 ; puis trois ans, en 1972, pour la sortie du dix-septième album : Le Pays de la mort. Les sorties redeviennent plus constantes et l'album suivant, Les Démons de la nuit, sort l'année suivante en 1973 et le dix-neuvième, Vingt milliards sous la terre, en 1974. Mais il faut attendre 1977 pour la sortie d' El Demonio, le vingtième album et 1979 pour Passeport pour le néant, vingt et unième album de cette série.
En 1980, Michel Tacq et Jean-Michel Charlier se séparent de commun accord. Simultanément, sort, dans la collection « Péchés de jeunesse » des éditions Dupuis, L'Œil de Kali, le premier album de la série Jacques Le Gall, initialement publiée dans le journal Pilote entre 1959 et 1967, puis reprise dans le journal Spirou, toujours avec son compère Jean-Michel Charlier au scénario. La même année sort Prisonniers du large, vingt-deuxième album de la série La Patrouille des Castors. En 1981, paraît La Déesse noire, deuxième album de Jacques Le Gall. Les Galops de l'enfer et Les Deux Trésors de Montorgueil, premier et deuxième albums de Stany Derval, sont édités la même année aux éditions Magic Strip, cette série ayant paru dans Spirou à partir de 1968 : le premier est scénarisé par Jacques Stoquart, le deuxième par Mitacq lui-même.
Le vingt-troisième album de La Patrouille des Castors, intitulé L'Envers du décor, sort en 1983. En 1984, sortent deux albums de La Patrouille des Castors : le vingt-quatrième, Souvenirs d'Elcasino et le vingt-cinquième, L'Empreinte (sous titré + 6 autres aventures). Ce dernier comprend six mini-récits dont certains écrits par Charlier. Cette même année parait un hors-série de Jacques Le Gall qui a pour titre Premières aventures chez Dupuis, et qui reprend les trois premières aventures du héros. En 1985, sort le dernier album de Jacques Le Gall, intitulé Les Naufrageurs. En 1986, L'Île du crabe, vingt-sixième album de La Patrouille des Castors, paraît et l'année suivante, en 1987, le vingt-septième album, intitulé Blocus. La même année, Aventures à la une, troisième et dernier album de Stany Derval, est édité chez Dupuis. Il comprend l'histoire publiée dans le no 1 et cinq autres histoires.
En 1989, paraît le vingt-huitième album de la Patrouille des Castors : Le Calvaire du mort pendu, sur un scénario de Wasterlain. En 1990, Dupuis publie le vingt-neuvième album de la Patrouille des Castors : Torrents sur Mesin, une nouvelle collaboration avec Wasterlain comme scénariste. Et, en 1993, Dupuis édite le trentième et dernier album de la Patrouille des Castors, dessiné et scénarisé par Mitacq : La Pierre de foudre, qu'il dédie à son épouse, Sissi.
Il laisse inachevé Les Naufragés de la Marie-Jolie, un ultime récit de la Patrouille de Castors sur le thème des villages d'enfants.

### Expositions

#### Expositions individuelles
- La Patrouille des Castors a 50 ans, Waterloo, 2004[42] ;
- Mitacq (La Patrouille des Castors) aux Halles Saint-Géry, Bruxelles du 15 juillet au 30 août 2005[51] ;
- Rétrospective Mitacq, Galerie Daniel Maghen, Paris du 3 au 19 février 2009[52],[53] ;
- Rétrospective Mitacq - La Patrouille des Castors, Galerie Daniel Maghen, Paris du 31 mars 2017 au 29 avril 2017[54],[55] ;
- Rétrospective Mitacq - La Patrouille des Castors à la Galerie Champaka, Bruxelles du 8 septembre au 2 octobre 2021[56],[44],[57] ;
- « Jacques Le Gall et Stany Derval » de Mitacq à la Galerie Champaka, Bruxelles du 13 septembre au 7 octobre 2023[58],[59].
- Hommage à Mitacq[60], Galeries Wellington dans le cadre du Festival BD de Waterloo du 23 mai au 7 juillet 2024.

#### Expositions collectives
- Exposition permanente au Musée Jijé aux côtés de Jijé, Franquin, Will, Hubinon..., Bruxelles en 2004[61] ;
- Centenaire du Scoutisme, Maison de la bande dessinée, Bruxelles du 13 février au 2 septembre 2007[62],[63].

## Réception

### Prix et distinctions
- 1987 :  prix Coccinelle de la bande dessinée éducative décerné lors de la seconde biennale de la bande dessinée chrétienne à Soignies ;
- 1988 :  Chevalier de l'ordre de Léopold en septembre[64] ;
- 1993 :  prix Géant de la BD décerné par la Chambre belge des experts en bande dessinée pour l'ensemble de son œuvre[65],[66].

### Postérité
Walthéry représente Mitacq en tenue scoute tenant une bière à la main dans la dernière planche de Natacha et les Petits Miquets.
Thierry Tinlot, rédacteur en chef lui rend hommage dans le Spirou no 2933 du 29 juin 1994 titré "Adieu Papa", l'éditorial étant intitulé Adieu, papa... Adieu, Mitacq, sous-titré : "Il était droit dans ses bottes et regardait le monde en face", accompagné d'un retour sur sa carrière dans l'article Survol pour un Toucan.
Will lui rend hommage dans le calendrier de la Fédération des scouts de Belgique de 1995, illustration du mois de mai : un voilier barré par La Patrouille des Castors.
En avril 2003, une fresque murale La Patrouille des Castors, réalisée par G. Oreopoulos et D. Vandegeerde de l'association Art Mural, d'une superficie d'environ 50 m2 est inaugurée sur le pignon arrière du 47 rue Pieremans au croisement du 200 rue Blaes à Bruxelles. Elle fait partie du parcours BD de Bruxelles.
De plus, en 2007, une plaque de rue émaillée, rue Patrouille des Castors - De Beverpatroelje straat, est appliquée sur la maison située rue des Brasseurs à l’angle de la rue de l’Étuve, près de la Grand-Place de Bruxelles. Il s'agit de l'ancien hôtel dans lequel Paul Verlaine et Arthur Rimbaud se sont disputés une arme à la main.
Selon Daniel Maghen, Mitacq est « Incontournable, son œuvre fait partie aujourd’hui des grands classiques du 9e Art. »
Pour Patrick Gaumer, « Mitacq inscrit son œuvre parmi les classiques de la bande dessinée avec réalisme et efficacité. »

#### Livres
: document utilisé comme source pour la rédaction de cet article.
- Jean Van Hamme, Introduction à la bande dessinée belge, Bruxelles, Bibliothèque royale de Belgique, 1968, 80 p., ill. ; 26 cm (lire en ligne), p. 36[catalogue] publié à l'occasion de l'exposition La bande dessinée en Belgique, Bibliothèque Albert Ier, [Bruxelles], du 29 juin au 25 août 1968.
- Henri Filippini, Dictionnaire de la bande dessinée, Paris, Bordas, 1989, 731 p., ill. ; 27 cm (ISBN 2-04-018455-4, OCLC 1244909550, BNF 35065653, présentation en ligne), p. 652-653
- Jean-Michel Charlier et Mitacq, Tout Mitacq : Les castors : Face aux ombres mystérieuses, Dupuis, août 1989 (ISBN 2-8001-1674-9, présentation en ligne).
- Jean-Michel Charlier et Mitacq, Tout Mitacq : Les castors : Sur des pistes incertaines, Dupuis, avril 1990, 2e éd. (ISBN 2-8001-1737-0, présentation en ligne). .
- Jean-Michel Charlier et Mitacq, Tout Mitacq : Les castors : Par monts et par vaux, Dupuis, 1991, 3e éd. (ISBN 2-8001-1809-1, présentation en ligne).
- Jean Pirotte (dir.) et Luc Courtois, Du régional à l'universel. : L'imaginaire wallon dans la bande dessinée., Louvain-la-Neuve, Fondation wallonne Pierre-Marie et Jean-François Humblet, 1999, 310 p. (ISBN 978-2-9600072-3-7 et 2960007239, OCLC 1075833932), p. 241 lire sur Google Livres
- Jacques Fiérain, « Mitacq », dans La BD à Bruxelles et en Brabant, Charleroi, Éd. l'Âge d'or, avril 2003, 144 p., ill. ; 31 cm (ISBN 9782960119664 et 2960119665, OCLC 470388171, présentation en ligne), p. 105.
- Michel Béra, Michel Denni et Philippe Mellot, Trésors de la bande dessinée : BDM, Villorba, Éditions de l'Amateur, octobre 2008, 1295 p. (ISBN 978-2-85917-491-0, présentation en ligne).
- Patrick Gaumer, « Mitacq (Michel Tacq dit) », dans Dictionnaire mondial de la BD, Paris, Larousse, 2010, 953 p., ill. ; 27 cm (ISBN 978-2-0358-4331-9 et 2-0358-4331-6, OCLC 920924930, présentation en ligne), p. 599-600. .
- Frans Lambeau, « Mitacq », dans Dictionnaire illustré de la bande dessinée belge sous l'Occupation, Bruxelles, André Versaille, 2013, 334 p., ill. ; 21 cm (ISBN 978-2-87495-140-4 et 2874951404, OCLC 851512115, présentation en ligne), p. 182. .
- François Ayrolles, « Mitacq lance la Patrouille des Castors », dans Moments clés du journal de Spirou 1937-1985, Marcinelle, Dupuis, coll. « Patrimoine », 2 mars 2018, 312 p., ill. ; 20,8 cm (ISBN 9782800171142 et 2800171146, OCLC 1034784873, présentation en ligne), p. 145-146.
- Jean-François Vivier/Jean-Marc Richard, Mitacq. Inédits et raretés, Éditeur : Orphelins du monde. Rêves de bulles, 2009.

#### Périodiques
- M. Archive alias Thierry Martens, « Dossier Spirou : Qui est qui ? », Spirou (supplément), Dupuis, no 1652,‎ 11 décembre 1969, p. 4 (lire en ligne)
- Louis Cance, « Remember Mitacq », Hop !, Aurillac, AEMEGBD, no 62,‎ mars 1994 (ISSN 0768-9357)
- Mitacq (interviewé par Gilles Ratier), « Hommage : Mitacq », Rêve-en-Bulles, A.D.A.C.B.D., no 9,‎ novembre 1994, p. 16-17.
- Henri Filippini, « Série culte : La Patrouille des Castors : Mitacq Scouts toujours », dBD, no 52,‎ avril 2011, p. 86-89 (ISSN 1951-4050)
- Hugues Dayez, « Les Aventures d'un journal : Stany Derval, l'autre héros de Mitacq », Spirou, Dupuis, no 3856,‎ 7 mars 2012, p. 31 (ISSN 0771-8071)
- Hugues Dayez, « Les Aventures d'un journal : Wasterlain à la rescousse de Mitacq », Spirou, Dupuis, no 4162,‎ 17 janvier 2018, p. 37 (ISSN 0771-8071).

#### Articles
- Robert Rouyet, « Scouts toujours plus beaux ! : Retour à la première case de «L'Inconnu de la villa Mystère» », Le Soir,‎ 8 avril 1992 (lire en ligne , consulté le 3 août 2024).
- Robert Rouyet, « Décès du créateur de la «Patrouille des Castors» : Ce n'est qu'un au revoir, Mitacq », Le Soir,‎ 25 mai 1994 (lire en ligne , consulté le 7 juillet 2024).
- Gilles Ratier, « MiTacq  » hors patrouille  » ! », BDzoom,‎ 18 avril 2011 (lire en ligne, consulté le 15 janvier 2023).

### Podcasts
- Derrière le masque… Mitacq Interview d'Alain Tacq par Thierry Ligot (6 min 13 s), 10 septembre 2021.